# Lauraët
 Lauraët  (en occitano L'Auret) es una población y comuna francesa, ubicada en la región de Mediodía-Pirineos, departamento de Gers, en el distrito de Condom y cantón de Montréal (Gers).

## Demografía
| 316 | 300 | 253 | 220 | 215 | 207 | 240 |
| Para los censos de 1962 a 1999 la población legal corresponde a la población sin duplicidades (Fuente: INSEE [Consultar]) |     |     |     |     |     |     |